# ビートたけしの今まで見たことないテレビ
『ビートたけしの今まで見たことないテレビ』（ビートたけしのいままでみたことないテレビ）は、日本テレビ系列で、2008年11月30日の21:00 - 23:18（JST）に放送されたバラエティ番組（特別番組）、ビートたけしの冠番組であり、日本テレビ開局55年記念番組の一環でもある。好評であったことから2010年4月11日の21:00 - 22:54（JST）に第2弾が放送された。

## 番組内容
ビートたけしが似たような番組が溢れる今のテレビ番組を斬り、今までに見たことのない斬新で画期的かつ実験的な企画を行う番組である。
様々なコーナーに必ずといっていい程ダチョウ倶楽部が出演している。特にダチョウ倶楽部での熱湯風呂ネタは2回登場しており、思わずたけしが「ダチョウ（倶楽部）の追悼番組か!」と漏らす程であった。
タイトルロゴ上では、「テレビ」は英字の「TV」で表記されている。

## 参考
- 番組スタッフは、ほとんどが、同局の『お笑いウルトラクイズ』のチームが制作。編集や音効、テロップの出し方等が同じ手法である。
- 第1回は17.2%（関東地区・番組平均）と高視聴率をマーク。

## ネット局・放送時間
日本テレビ系列30局で放送。全てJST。
- 第1回：2008年11月30日 21:00 - 23:18
- 第2回：2010年4月11日 21:00 - 22:54

## 出演者

### 司会
- ビートたけし
- 今田耕司
- 西尾由佳理（当時：日本テレビアナウンサー）

### ゲスト

#### 第1回
スタジオパネラー
- 関根勤
- 秋野暢子
- カンニング竹山
- サンドウィッチマン
- 中川翔子
- 宮崎哲弥

今まで見たことない!ものまねグランプリ
- ガダルカナル・タカ（進行役）
- ダチョウ倶楽部（出場者）
- イジリー岡田（同上）
- 原口あきまさ（同上）
- 三又又三（同上）
- はなわ（同上）
- ゆうたろう（同上）
- ホリ（同上）
- 超新塾（同上）
- アンガールズ（同上）
- 長州小力（同上）
- 若井おさむ（同上）
- ザ・たっち（同上）
- 工藤菜緒（お姉さん）
- 相多愛（同上）

感動ご対面番組"逢いたいかい?"
- ダチョウ倶楽部
- アンジャッシュ
- ほたるゲンジ
- 馬場典子（日本テレビアナウンサー、アシスタント）

めざましネタテレビ
- ガダルカナル・タカ
- 世界のナベアツ
- 山本高広
- 小島よしお
- ザブングル
- クールポコ

テレビ北野体操
- ビートたけし（指導員）
- にしおかすみこ（体操をする女性）

たけしの部屋
- 杉本彩
- 石井慧（総合格闘家）

BNN WORLD NEWS
- 久保純子（キャスター）
- 菅谷大介（日本テレビアナウンサー、キャスター）

死体役スター誕生!
- 山村紅葉（審査員）
- ダチョウ倶楽部
- 日村勇紀（バナナマン、出場者）
- 有吉弘行（同上）
- カンニング竹山（同上）
- 酒井敏也（同上）
- にしおかすみこ（同上）
- 猫ひろし（同上）

W-1 GRAND PRIX
- ビビる大木（司会）
- さかもと未明（解説者）
- 森圭介（日本テレビアナウンサー、実況）
- 蝶野正洋（挑戦者）
- 出川哲朗（同上）
- ボビー・オロゴン（同上）
- 小杉竜一（ブラックマヨネーズ、同上）
- 山里亮太（南海キャンディーズ、同上）
- カイヤ（同上）
- くまきりあさ美（同上）
- 海川ひとみ（同上）
- 佐々木梨絵（同上）

#### 第2回
スタジオパネラー
- 東国原英夫（元宮崎県知事・元たけし軍団）
- 村上里佳子
- オードリー
- 神戸蘭子
- 宮崎哲弥

見たことないものまねグランプリ
- ビートたけし（審査員）
- ガダルカナル・タカ（進行）
- ダチョウ倶楽部（挑戦者）
- 原口あきまさ（同上）
- イジリー岡田（同上）
- はなわ（同上）
- 三又又三（同上）
- 超新塾（同上）
- カンニング竹山（同上）
- 出川哲朗（同上）
- 神奈月（同上）
- インスタントジョンソン (同上)
- ハイキングウォーキング（同上）
- 鳥居みゆき（同上）
- フォーリンラブ（同上）
- マキタスポーツ（同上）
- デヴィ・スカルノ（特別挑戦者）
- ロバート・キャンベル（同上）
- 阿藤快（同上）

背中に泊まろう!
- ガダルカナル・タカ（進行）
- 山里亮太（挑戦者）
- 出川哲朗（同上）
- ビートたけし（同上）
- 蝶野正洋（山里の宿泊先）
- 竹内力（出川の宿泊先）
- 石破茂（たけしの宿泊先）

テレビ北野体操
- ビートたけし（指導員）
- 箕輪はるか（ハリセンボン・体操をする女性）
- マイコーりょう（マイケル体操第一の指導員）

たけしの部屋
- 司会
  - ビートたけし
  - 今田耕司
  - 西尾由佳理（日本テレビアナウンサー）
- 挑戦者
  - 内藤大助
  - 東国原英夫
    - ガダルカナル・タカ（内藤の助っ人）

妖怪役スター誕生!
- ビートたけし
- ガダルカナル・タカ（進行）
- 藤岡弘、（審査員）
- イジリー岡田
- 山里亮太
- ザブングル
- 及川奈央
- 団長・クロちゃん（安田大サーカス）
- サンドウィッチマン
- ダチョウ倶楽部
- にしおかすみこ

開運?なんとなく鑑定団
- ビートたけし（進行）
- 古市幸子（日本テレビアナウンサー、アシスタント）
- 児嶋一哉（アンジャッシュ・依頼人）
- 渡部建（アンジャッシュ・遺影の写真）
- ダチョウ倶楽部（応援団）

### ナレーション
- 垂木勉

## 主な企画
たけしが『○○番組』にモノ申すという名目。

### 第1回
今まで見たことない!ものまねグランプリ
お題の物を使って変わったものまねを披露して、たけしが扮する評論家・柳うまれ博が判定する。ただし、持ちネタをするのは禁止であり、まさに、柳うまれ博が今まで見たことがないものまねを披露しなければならない。
徳 光夫の感動ご対面番組"逢いたいかい?"
TBS『徳光和夫の感動再会"逢いたい"』のパロディ。たけしが徳光夫（とくみつお。元ネタは同番組の司会者・徳光和夫）に扮し、ゲストの児嶋一哉の父親と再会する、という設定。しかし、再会までには幾多の試練が待っている。『クイズ$ミリオネア』のパロディで、みのもんたをフィーチャーした「レバーもんた」は、2009年に『ミリオネア』の特番でみの本人と共演した。
めざましネタテレビ
フジテレビ『めざましテレビ』のパロディ。元は、同局『めちゃ×2イケてるッ!』の企画「寝起き早食い王決定戦・PRIDE」の形式であり、芸人の宿泊先に早朝侵入し、就寝中の芸人の持ちネタまたはギャグをうけ、眼を覚ましてからそれに一発ギャグまでの時間を計測する。但し、「今相当多忙なので楽屋でも場所を選ばす寝てる筈」という憶測の元、世界のナベアツのみ収録前の東京タワースタジオの楽屋に侵入を試みたが、ラーメンを食べてるところを目撃してしまい、事前にナベアツに企画の趣旨を説明した上で、楽屋で寝てる体で自身の持ちネタを披露することになった（たけし曰く「やらせ」。それに対しタカは「演出」と強調した）。その際に「間が悪い」等とたけしからのダメ出しを喰らう羽目になり、幾度の撮り直しが行われた。
BNN WORLD NEWS
テレビ北野体操
レオタード姿の女性の中国雑技団の様なアクロバティックな体操に、にしおかが必死に付いていく。たけしが指導員・唐田曲造（からだまげぞう）に扮する。
たけしの部屋
テレビ朝日『徹子の部屋』のパロディ。ウソ発見機を使用しゲストの秘密を暴く。
死体役スター誕生!
現在活躍中の役者には死体役の経験者もいる。出場者は、死体姿の見事な表現能力を競う。優勝者は北野武監督の次回作「糖尿だよ　おっかさん」に死体役で出演できる。
ブラウン軍曹の"突撃"アーミークッキング
戦場で出来る、おいしい料理の造り方が紹介される。
W-1 GRAND PRIX
2組の挑戦者が悪口（Waruguchi）を言い合って相手をノックアウトする対決。挑戦者はせり舞台の上に立って悪口を言い合う。審査員のカウントで有効点が入ると、敗者のせり舞台が徐々に下がっていき、完全沈没したら勝利となる。

### 第2回
見たことないものまねグランプリ
ルールは第1回とほぼ同じで、たけしは子門真人に扮した。特別挑戦者としてデヴィ、ロバート、阿藤が凝ったメイクでものまねを披露した。優勝は妖怪人間ベムのベラのものまねをしたデヴィ。
背中に泊まろう!
「相手と密に接する」という名目で、この企画の事を知らない相手の背中に抱きつき、抱きついた秒数を競う。事情を知らない蝶野・竹内は当然激怒、たけしは対談番組を装い、大きな柱時計の被り物を着て石破を待つが、明らかに違和感があり過ぎて石破に当然バレてしまい、途中からバレていないという設定で石破に抱きつく事にする（たけし曰く「やらせ」。それに対しタカは「演出」と強調した）。だが、たけしの柱時計の被り物が予想以上に動きにくく中々石破の所へ近づけない失敗が続き、結局Take14でようやく石破の背中に抱きつく（というか、覆い被さった）。その際、あまりの重さに石破が思わずタップをしてしまう。
テレビ北野体操
マイコーりょうのマイケル・ジャクソンの踊りを取り入れた体操に、箕輪が何とかついていく。たけしは第1回と同じく唐田曲造に扮する。
たけしの部屋
東国原と内藤が1対1の対決方式で、うそ発見器を付けた相手に動揺する様な質問をぶつけ、針の振れ具合で得点を競う。たけしの際どい質問に両者が激しく動揺するが、東国原の勝利。
妖怪役スター誕生!
内容は第1回の「死体役スター誕生!」とほぼ同じで、優勝者は北野武の映画に出演できる。優勝は（たけしの好みで）及川奈央。
開運?なんとなく鑑定団
テレビ東京『開運!なんでも鑑定団』とTBS『関口宏の東京フレンドパーク』のパロディ。たけしが島田珍助（元ネタは前者の当時の司会者・島田紳助）に扮する。依頼人の児島がお宝を持って来て鑑定人がお宝を鑑定するが、途中から後者のアトラクションである「ウォールクラッシュ」で鑑定金額が決定する事になり、たけしも関口ぴろしき（元ネタは後者の司会者・関口宏）に扮する。熱湯風呂に苦戦しながら何とか最上段の1000万円にたどり着くも、結局は鑑定人の鑑定金額が有効となる。

## スタッフ

### 第2回時点
- 構成：池田一之/堀江利幸、石川裕郁、吉橋広宣、西村隆志、今井とおる、佐藤カツオ
- TM：小椋敏宏
- SW：木村博靖（第1回はCAM）
- CAM：水梨潤
- MIX：池田正義
- AUD：山田値久
- VE：斉藤孝行
- 照明：名取孝昌
- VTR：佐久間治雄
- モニター：小内一豊
- 美術プロデューサー：中原晃一
- デザイン：本田恵子
- 大道具：田中庸之
- 電飾：二階堂哲也
- 特殊効果：栗原寛享
- 小道具：丸山善之
- 持道具：星野未樹
- 衣裳：川口修
- メイク：外山奈津子
- 結髪：松本多香子
- 特殊メイク：アトリエ・シュウ、自由廊
- CG：神谷渉
- 編集：松崎猛
- MA：水落洋一郎
- TK：塚越倫子
- 音効：幾代学、佐藤賢治
- 技術：NiTRo
- 美術：日テレアート
- 撮影協力：EAT、フィルムコミッションあしがら、秋山メカステージ
- 協力：オフィス北野
- 広報：松榮大
- リサーチ：今井紳介
- デスク：小林祐子
- 編成企画：鯉渕友康
- 編成：土谷幸弘
- 営業：佐藤俊之
- AD：山本大輔、久保田博哉、宮崎明弘
- AP：柴田雅美、入江亜紀子、山口正博
- ディレクター：鈴木潤一郎、菊地洋輔
- 演出：新井秀和/田口マサキ、吉田雅司、諏訪陽介、小俣猛、藤田幸伸
- プロデューサー：小澤太郎、環真吾/天笠ひろ美、古山晃、永井英樹、佐々木貴幸
- 総合演出：財津功
- チーフプロデューサー：安岡喜郎
- エグゼグティブプロデューサー：吉川圭三（第1回は企画監修）
- 制作協力：AX-ON、THE WORKS、Sp!ce Factory
- 製作著作：日本テレビ

### 過去のスタッフ
- 演出：広江孝吉
- ディレクター：タカハシミミズ、干場備前、小杉隆史
- AP：白石綾子、城野麻衣子、新田和香子
- AD：室伏幸太郎
- 構成：大岩賞介/鈴木新作、江藤美明
- SW：小林宏義
- MIX：中村一男
- AUD：中山貴晴
- VE：佐藤満
- 照明：下平好実
- VTR：杉本裕治
- 美術プロデューサー：高野豊
- デザイン：小林俊輔
- 大道具：沖田浩史
- 電飾：池埜雅史
- 特殊効果：堀田秀二郎
- メイク：北島夏美
- 結髪：高橋加奈子
- 編集・MA：オムニバス・ジャパン
- 音効：沢井隆志
- デスク：内田佳与子
- 広報：浜崎英人
- 編成：前田伸一郎
- 営業：阿部寿徳
- 撮影協力：小山町フィルムコミッション、NPO法人まち再生ネットふじおやま、小山町商工会、郡山市ふれあい科学館スペースパーク、柏丸金会館